# Manifestation d'Alexanderplatz

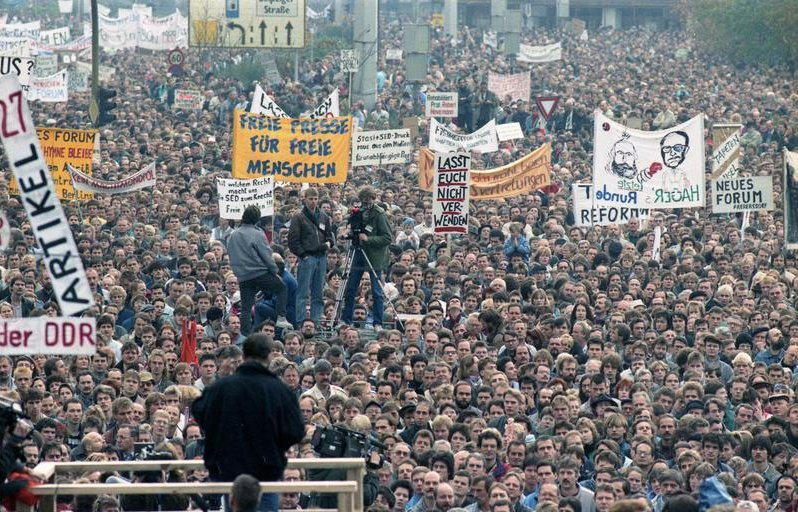
Alexanderplatz, Berlin-Est, 4 novembre 1989.

La manifestation d'Alexanderplatz, (en allemand : Alexanderplatz-Demonstration) est une manifestation en faveur de réformes politiques dirigée contre le gouvernement de la République démocratique allemande qui se déroule sur l'Alexanderplatz à Berlin-Est le samedi 4 novembre 1989. Avec entre un demi-million et un million de manifestants, c'est la plus grande manifestation de l'histoire de l'Allemagne de l'Est et une étape décisive de la révolution pacifique qui a conduit à la chute du mur de Berlin et à la réunification allemande. La manifestation est organisée par des acteurs et des employés de théâtres de Berlin-Est. Il s'agit de la première manifestation de l'histoire de l'Allemagne de l'Est organisée par des particuliers et autorisée par les autorités. Les orateurs lors de la manifestation sont des membres de l'opposition, des représentants du régime et des artistes, et aussi les dissidents Marianne Birthler et Jens Reich, les écrivains Stefan Heym et Christa Wolf, l'acteur Ulrich Mühe, l'ancien chef du service de renseignement extérieur est-allemand Markus Wolf et Günter Schabowski, membre du Politbüro du SED.

## Contexte

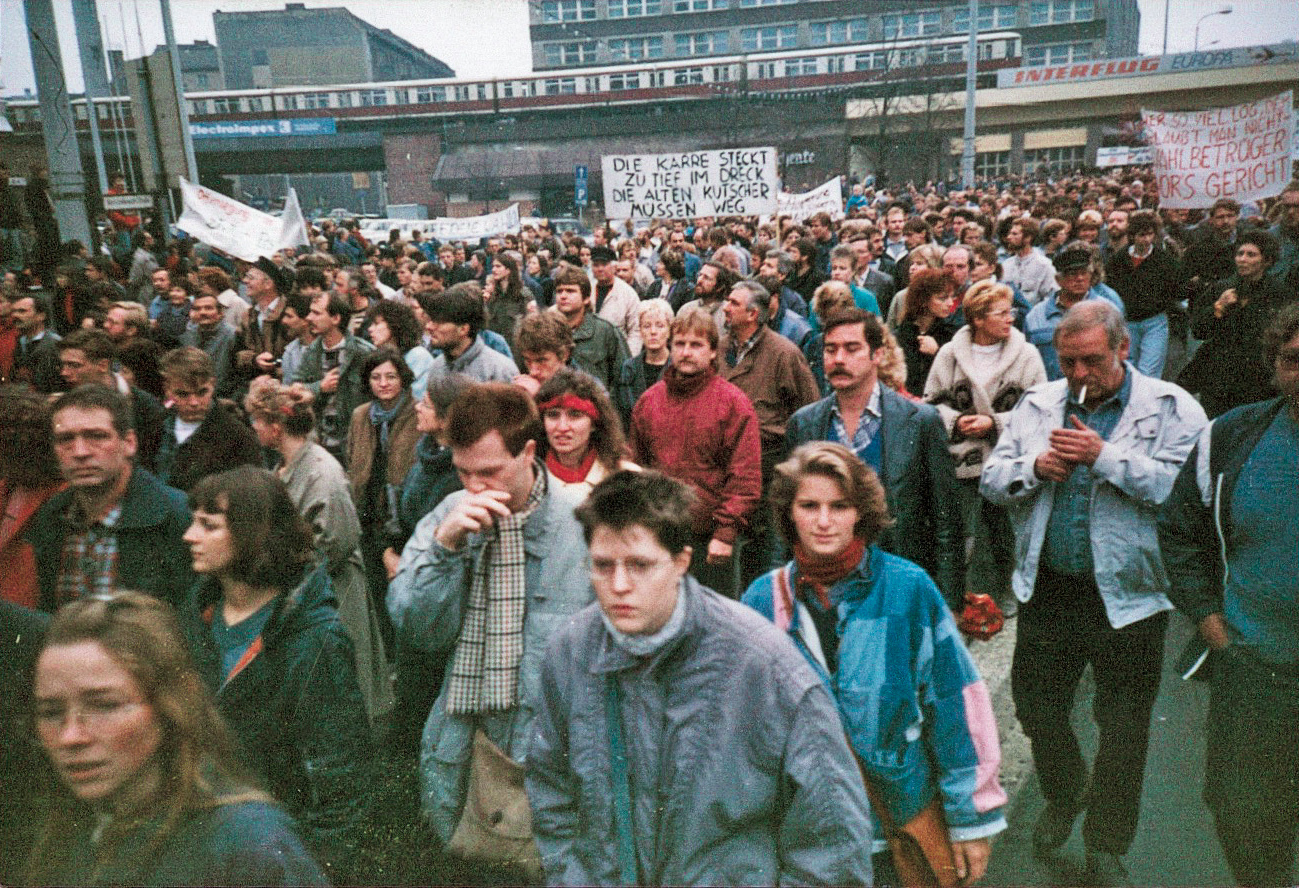
Début de la manifestation sur l'Alexanderplatz.

Début octobre 1989, les autorités est-allemandes célèbrent le 40e anniversaire de la République démocratique allemande. Dans le même temps, elles doivent faire face à des manifestations croissantes à travers le pays et à un exode massif de leurs citoyens vers l'Allemagne de l'Ouest via la Hongrie et les ambassades d'Allemagne de l'Ouest à Prague et à Varsovie. Le 18 octobre, des membres réformistes du Politbüro contraignent Erich Honecker à démissionner le 18 octobre de ses fonctions de président du conseil d'État et de secrétaire général du Parti socialiste unifié (SED). Il est remplacé par Egon Krenz, partisan d'une ligne moins intransigeante qu'Honecker, qui devient le nouveau chef du parti et le président du conseil d'État quelques jours plus tard. Dans son discours inaugural, il utilise le terme Die Wende (littéralement : « le tournant ») et promet des réformes politiques. Il ordonne la cessation des actions policières contre les manifestants et rouvre la frontière précédemment fermée avec la Tchécoslovaquie. Quelques jours plus tard, le 23 octobre, plus de 300 000 personnes se joignent à la manifestation de lundi à Leipzig, et d'autres encore plus nombreux à d'autres manifestations dans tout le pays.

## Organisation
La manifestation sur l'Alexanderplatz est la première manifestation organisée par des individus et non par les autorités à être officiellement autorisée en Allemagne de l'Est. L'idée d'une manifestation sur l'Alexanderplatz, en plein centre de la capitale de l'Allemagne de l'Est, émane d'acteurs et d'employés de théâtres de Berlin-Est choqués par les assauts de la Volkspolizei et de la Stasi contre des manifestants pacifiques lors des célébrations du 40e anniversaire de l'Allemagne de l'Est le 7 octobre 1989 : les précédentes manifestations à Berlin, Leipzig et Plauen avaient été violemment réprimées et mené à 3500 arrestations. Le 15 octobre 1989 à 11 heures, une assemblée d'acteurs et d'employés de théâtres se réunit au Deutsches Theater et décide d'une manifestation pour la démocratie et contre le gouvernement. 
Ce n'est pas alors leur première réunion, puisque le 7 octobre, jour du 40e anniversaire de la RDA, les acteurs de la Volksbühne avaient déjà invité leurs collègues à discuter de la situation politique. La demande d'autorisation de manifestation est déposée deux jours plus tard aux autorités par Wolfgang Holz, du Berliner Ensemble. 
La demande est accueillie avec confusion par le SED et la Stasi, qui ne savent pas s’il leur faut interdire, autoriser ou noyauter la manifestation prévue. Après de longues délibérations, la manifestation est autorisée le 26 octobre. Une liste d'orateurs est établie par les organisateurs, comprenant des représentants du régime, des membres de l'opposition et des artistes. Malgré l'autorisation délivrée, les autorités tentent de la renverser en répandant des rumeurs - que l'hôpital de Friedrichshain programme des heures supplémentaires pour ses médecins, que la Reichsbahn va amener des agents provocateurs à Berlin, ou que les manifestants prévoient de marcher vers la Porte de Brandebourg, tout près du mur de Berlin. Dans le même temps, les organisateurs ont embauché un service d'ordre dont les membres portent une ceinture jaune avec le slogan « Pas de violence ! » (Keine Gewalt !).

## La manifestation

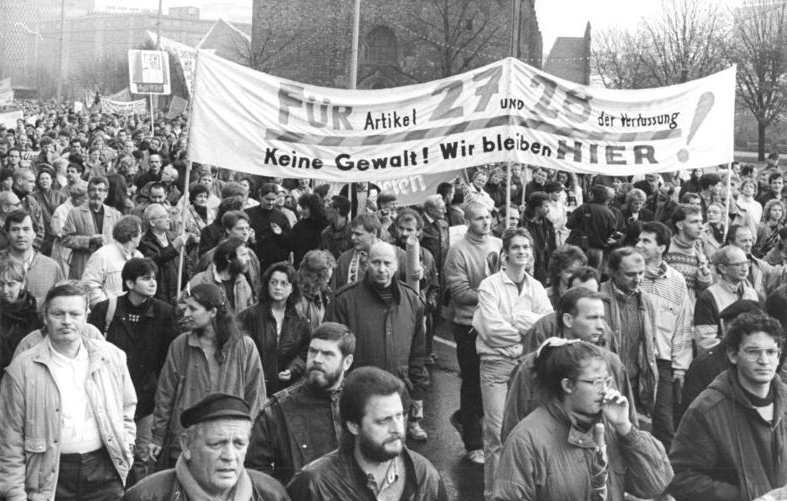
Les manifestants se référant aux paragraphes 27 et 28 de la constitution est-allemande

Le 4 novembre 1989, la manifestation commence à 9h30 par une marche de protestation, partie du bâtiment ADN, en direction de l'Alexanderplatz, au centre de Berlin-Est et les premiers manifestants arrivent sur la place à 11 heures. Venus non seulement de Berlin-Est, mais de toute l'Allemagne de l'Est, ils arborent des milliers de banderoles portant des slogans déjà utilisés dans d'autres villes est-allemandes lors des manifestations du lundi — quant à elles toujours illégales. Ni l'ouverture du mur de Berlin, ni une éventuelle réunification de l’Allemagne ne figurent parmi les revendications, qui se concentrent sur la démocratisation du pays, avec des références aux paragraphes 27 et 28 de la constitution est-allemande, qui garantissent en théorie, mais pas en pratique, la liberté d'expression et la liberté de réunion.

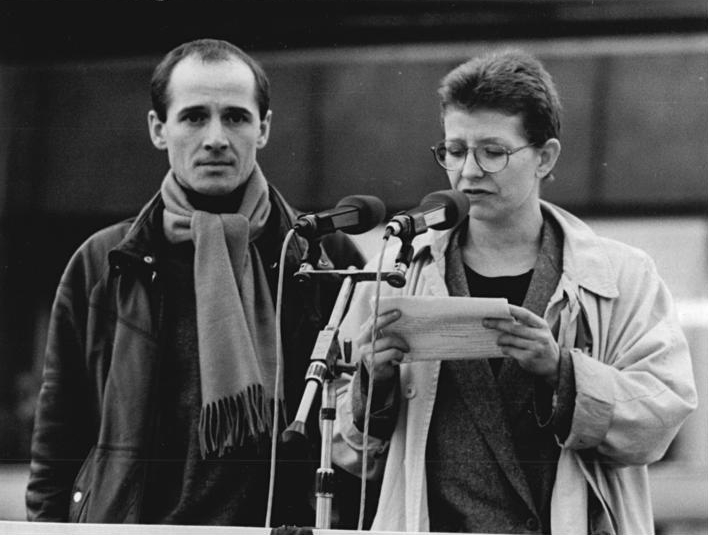
Les acteurs de théâtre Ulrich Mühe et Johanna Schall lors de la démonstration.

Les discours d'ouverture sont prononcées par les acteurs Marion van de Kamp, Johanna Schall, Ulrich Mühe et Jan Josef Liefers. Ulrich Mühe demande l'abolition du premier paragraphe de la Constitution qui affirme le rôle directeur du Parti socialiste Unifié. Durant les trois heures qui suivent, les interventions des orateurs pour des réformes démocratiques sont retransmises en direct à la télévision est-allemande, y compris les séquences où des orateurs du régime sont hués par la foule. 
Les orateurs sont, dans l'ordre d'apparition, l'avocat Gregor Gysi, Marianne Birthler du groupe d'opposition Initiative pour la paix et les droits de l'homme, Markus Wolf, Jens Reich du groupe d'opposition New Forum, l'homme politique du LDPD Manfred Gerlach, l'acteur Ekkehard Schall, le membre du Politburo du SED Günter Schabowski, l'écrivain Stefan Heym, le théologien et dissident Friedrich Schorlemmer, l'écrivain Christa Wolf, l'acteur Tobias Langhoff, le réalisateur Joachim Tschirner, le dramaturge Heiner Müller, le recteur d'université Lothar Bisky, l'étudiant universitaire Ronald Freytag, l'écrivain Christoph Hein, l'étudiant hongrois Robert Juhoras et l'actrice Steffie Spira,.

## Slogans
Le slogan le plus souvent et couramment utilisé des manifestations de lundi et de la manifestation de l'Alexanderplatz est « Nous sommes le peuple » (Wir sind das Volk) qui deviendra « Nous sommes un peuple » (Wir sind ein Volk) après la chute du mur, changeant ainsi la nature des manifestations. De nombreux autres slogans sont documentés par des photographies et une exposition au Deutsches Historisches Museum.
| - « Le tournant, sans les si ou les mais » (Wende ohne wenn und aber) - « Des droits civils, pas seulement sur le papier » (Bürgerrechte nicht nur auf Papier) - « Réhabilitez Robert Havemann » (Rehabilitiert Robert Havemann) - « Privilèges pour tous » (Privilegien für alle) - « Socialisme oui, Egon non » (Sozialismus ja, Egon nein) - « Plus de mensonges - des gens nouveaux » (Keine Lügen – neue Leute) | - « Une pensée nouvelle dans de vieilles têtes ? » (Neues Denken in alten Köpfen?) - « Démocratie pour le SED » (Demokratie für die SED) - « Pas de méthodes nazies dans le système pénal » (Keine Nazimethoden im Strafvollzug) - « Portes ouvertes à Wandlitz » (Tag der offenen Tür in Wandlitz) - « Syndicat indépendant ! » (Unabhängige Gewerkschaft!) - « 40 ans, c'est assez » (40 Jahre sind genug) |

## Nombre de manifestants
Le nombre de participants varie selon les sources. Au départ, les médias rapportent des chiffres d'environ 500 000, comme par exemple le New York Times  ou un million comme par exemple Die Zeit. Plus tard, les organisateurs avancent un million de participants, une estimation faite à partir de photographies aériennes. D'autres sources comme l'historien Karsten Timmer ne mentionnent qu'un demi-million de manifestants. Indépendamment du nombre exact, la plupart des sources s'accordent pour dire qu'il s'agit de la plus grande manifestation de l'histoire de l'Allemagne de l'Est, certaines sources parlant même de la plus grande manifestation de l'histoire allemande. Un point de vue contraire est soutenu par l'historien Ilko-Sascha Kowalczuk, qui estime qu'au plus 200 000 manifestants ont participé. Son estimation se fonde sur quatre personnes par mètre carré et le fait que l'Alexanderplatz a une superficie de 50 000m2, sur la capacité limitée des transports en commun à Berlin-Est et sur les incitations des organisateurs, des médias et d'autres groupes à exagérer le nombre des participants pour accroître la pression sur le parti au pouvoir.